# Estación de Charonne
La estación de Charonne es una estación del metro de París situada en el XI Distrito de la ciudad, al este de la capital. Pertenece a la línea 9. 

## Historia
Fue inaugurada el 10 de diciembre de 1933. Debe su nombre a la antigua localidad de Charonne que fue anexionada a París en 1860.
El 8 de febrero de 1962, con Francia todavía inmersa en la guerra de Independencia de Argelia, se celebró una manifestación en París que pretendía denunciar los horrores de la guerra. El Prefecto de Policía, que no era otro que Maurice Papon, ordenó cargar contra los manifestantes. En una de esas cargas, nueve personas que buscaban refugio en el acceso a la estación Charonne murieron aplastadas. 

## Descripción
Se compone de dos vías y de dos andenes laterales de 105 metros.
Está diseñada en bóveda elíptica revestida completamente de los clásicos azulejos blancos biselados del metro parisino.
Su iluminación ha sido renovada empleando el modelo vagues (olas) con estructuras casi adheridas a la bóveda que sobrevuelan ambos andenes proyectando la luz en varias direcciones.
La señalización por su parte usa la tipografía CMP donde el nombre de la estación aparece sobre un fondo de azulejos azules en letras blancas. Por último, los asientos de la estación son amarillos, individualizados y de tipo Motte.
En los pasillos de la estación, una placa habitualmente rodeada de flores, recuerda a los fallecidos de la manifestación del 8 de febrero de 1962.